# Musée Mode & Dentelle
Le Musée Mode & Dentelle est un musée à Bruxelles consacré au textile et à la mode. Les collections du musée portent sur les costumes, notamment ecclésiastiques, des dentelles, ancienne et contemporaines. Des expositions thématiques sont organisées autant avec les collections du musée qu'avec des collections d'artistes confirmés ou prometteurs.